# Rare Trax
Rare Trax — компіляція рідкісних пісень шведського метал-гурту Meshuggah. Компіляція містить раніше невидані демо-записи різних років і три треки з міні-альбому Meshuggah 1989 року (треки з 2-го по 4-й).

## Список композицій
| #   | Назва                                  | Тривалість |
| --- | -------------------------------------- | ---------- |
| 1.  | «War»                                  | 2:48       |
| 2.  | «Cadaverous Mastication»               | 7:51       |
| 3.  | «Sovereigns Morbidity»                 | 4:31       |
| 4.  | «Debt of Nature»                       | 7:19       |
| 5.  | «By Emptiness Abducted»                | 4:51       |
| 6.  | «Don't Speak»                          | 3:28       |
| 7.  | «Abnegating Cecity» (Demo version '90) | 6:24       |
| 8.  | «Internal Evidence» (Demo version '90) | 7:01       |
| 9.  | «Concatenation» (Remix)                | 6:17       |
| 10. | «Ayahuasca Experience»                 | 4:32       |